# دار الشرف (حبيش)

تعديل مصدري - تعديل

دار الشرف محلة تابعة لقرية صائر، التابعة لعزلة صائر بمديرية حبيش إحدى مديريات محافظة إب في الجمهورية اليمنية، بلغ تعداد سكانها 74 حسب تعداد اليمن لعام 2004.